# Tejadillos
Tejadillos község Spanyolországban, Cuenca tartományban. Tejadillos Zafrilla, Salvacañete, Salinas del Manzano, Cañete, Campillos-Sierra, Huerta del Marquesado és Laguna del Marquesado községekkel határos. Lakosainak száma 103 fő (2024).

## Népesség
A település népessége az utóbbi években az alábbiak szerint változott:
| Lakosok száma | 162  | 184  | 167  | 140  | 142  | 116  | 131  | 118  | 115  | 103  |
|               | 2001 | 2004 | 2006 | 2009 | 2011 | 2014 | 2016 | 2019 | 2021 | 2024 |